# A12 (автомагистраль, Хорватия)
A12 (хорв. Autocesta A12) — шоссе в Хорватии, находящееся в процессе строительства. Длина шоссе на 2018 год составляет 43 км, планируется, что после окончания строительства длина магистрали составит 86 км. В настоящее время на картах построенный участок магистрали помимо A12 маркируется также D10. После завершения строительства всей трассы магистраль получит имя A12 и вольётся в единую сеть хорватских автобанов.
Шоссе проходит от развязки Света-Елена на 80 км автобана A4, обходит по дуге город Врбовец и заканчивается около города Крижевцы. Планы дальнейшего строительства подразумевают продолжение трассы через город Копривница к венгерской границе, где будет организован новый международный переход Гола на мосту над Дравой.
Планируется, что шоссе A12 составит ножку и левое ответвление так называемого «Подравского ипсилона» или «Подравского Y», где правое ответвление составит планируемое шоссе A13. Съезд на A13 будет осуществляться на развязке «Врбовец-2» примерно на 20-м километре трассы. Развязка войдёт в строй после завершения строительства A13.
Весь построенный участок шоссе четырёхполосный, по две полосы в каждом направлении. В настоящий момент построенный участок магистрали свободен от оплаты, после окончания всей трассы планируется ввести оплату за проезд.

## Строительство и планы
Строительство 20-километрового участка между Градецом и Крижевцами шло медленно, сроки строительства неоднократно переносились. Медлительность прокладки трассы резко критиковалась в хорватской прессе. Окончательно участок был достроен в сентябре 2016 года.
Заключительный 43-километровый участок, ведущий через Копривницу к венгерской границе, находится в стадии планирования, строительных работ на нём не ведётся.